# Lit Killah
Mauro Román Monzón (artísticament anomenat Lit Killah) va néixer al 4 d'octubre del 1999 a González Catán, Buenos Aires i és un cantautor, freestyler, raper i streamer argentí.

## Biografia
Mauro Monzón va néixer el 4 d'octubre del 1999 a González Catán, Buenos Aires, Argentina. És un freestyler argentí que des de ben petit es va aficionar al rap i al Hip-Hop escoltant als americans Eminem, 50 Cent entre d'altres. Ja sent una mica més gran, va començar a veure vídeos de Freestyle de parla hispana per Internet i de forma natural, van començar a brotar-li les seves pròpies rimes. Els dots per fer Freestyle van despertar abruptament. Ràpidament, es va fer notar per la seva velocitat al rapejar a doble tempo. Gràcies a això va guanyar-se alguns apodaments com per exemple "Ametralladora" (per la velocitat i per la capacitat de tirar uns punchlines tan eficients a una alta velocitat) i "Modo Tomate" (perquè es posava molt vermell a causa de no poder prendre aire per terminar la frase).

## Trajectòria com a freestyler
A partir de mitjans del 2016, Lit Killah va començar a formar part d'una de les competicions més virals i populars del freestyle argentí: El Quinto Escalón. Però a El Campito Free, una competència de carrer que es disputava a una plaça de Ramos Mejía va començar a ser gratament popular. Gràcies a una batalla de semifinals contra Duki, que ara com ara el vídeo compta amb més de dos milions de reproduccions a YouTube. La batalla fou molt intensa i els dos contrincants van mostrar el seu màxim nivell, però en el 4x4 final un jove Lit Killah es va emportar la victòria gràcies a un joc de paraules amb la paraula “brisa” que el va portar a la fama.
Aleshores el seu paper com a freestyler anava repuntant-se. Va participar molt activament a El Quinto Escalón i més competicions locals dels barris d'Argentina. Lit Killah destacaba principalment per la seva capacitat de rimar a una velocitat molt alta a més a més d'acostumar a treure uns punchlines molt apropiats.
L'artista mai va sortir guanyador a les places d'El Quinto Escalón. Però just quan la competició va passar-se als escenaris va coronar-se com a campió a la jornada número 6 del torneig l'any 2017 arribant a la final guanyant a Replik. Va repetir aquest assoliment just una setmana després sortint com a campió contra Dani Riba a la jornada número 7. A prop de Cap d'Any, Lit Killah contemplava la idea de deixar les batalles per dedicar-se a la música. A principis del 2018 va mostrar-se fent la seva última batalla en una gira per Espanya acompanyat d'Ecko. Aquests varen enfrontar-se en duo a BTA i Zasko contra Blon i Force.
Cap al juliol del 2019 Lit Killah torna a endinsar-se al món de les batalles però desenvolupant el rol de jurat a Ghetto Dreams League a Espanya novament. A l'arribar el mes de novembre torna a aplicar el rol de freestyler a la mateixa competició junt amb Dani Riba. Guanyaria als vuitens de final a Valles-T i BTA demostrant que no havia perdut el seu bon nivell a doble tempo. Però finalment caurien a quarts de final contra Walls i Force.
L'any 2020 faria la seva última aparició competint a la God Level amb Mecha. A l'edició 2vs2 a Xile perdrien contra Lancer Lirical i Letra. Posteriorment, es retiraria definitivament de les batalles.

## Trajectòria com a artista
Després de guanyar fama gràcies a El Quinto Escalón. El dia del seu aniversari del 2017 (4 d'octubre), el freestyler treu el primer tema anomenat De$troy. Seria aquest l'únic que treuria al llarg de l'any.
Poc després de l'inici del 2018, treuria la seva segona cançó anomenada Apaga el Celular, cançó que avui dia supera els 100 milions de reproduccions a YouTube. Al llarg de l'any treuria més cançons com Bufón, Si Te Vas, Tan bien (amb Agus Padilla) i a finals de desembre sortiría la seva BZRP Freestyle sessions amb el popular productor musical, Bizarrap.
A mitjans del 2019 aquest treuria el vídeoclip d'Eclipse. Tres mesos després sortiría el vídeoclip d'Amor Ciego. I finalment al mes d'octubre junt amb el veneçolà Big Sotto, sortiría el tema de Samurai.
El 7 de febrer del 2020 Lit Killah presenta la que fos la seva nova cançó titulada Wake Me. No arribaria a passar un mes i Lit Killah treu un featuring junt amb l'artista de Puerto Rico, Randy, anomenat Te Sigo. Arribant l'estiu sortiria una de les cançons més virals de l'artista com és la cançó de Flexin' junt amb Bizarrap novament. Ja després a finals de setembre sortiria el seu últim senzill de l'any anomenat Se Terminó junt amb el freestyler Kodigo.
De mentre anava traient cançons que compondrien part del seu primer àlbum. El 13 de maig del 2021 participaria junt amb Tiago PZK i Rusherking al single anomenat Yo Se Que Tu de FMK. Posteriorment, el 8 de juliol sortiría la cançó de Entre Nosotros amb Tiago PZK. El 19 d'agost sortiria el seu primer àlbum anomenat MAWZ, on la cançó més viral de l'àlbum seria la de Mala Mía en un nou featuring de Duki. El videoclip de la cançó seria estrenat l'11 de novembre del mateix any.
El 5 de gener del 2022 s'estrenaría el remix de Entre Nosotros amb María Becerra i Nicki Nicole. Una setmana després, sortiria la cançó d’Ayer en col·laboració de Bhavi. Quatre setmanes més tard, sortia la cançó de La Trampa Es Ley fent una recreació d'un clàssic argentí anomenat La Ley y La Trampa de Chaqueño Palavecino. Al mes de març, s'estrenaría la cançó de Pa Co amb KHEA i Rusherking. Una setmana després sortiría Dime amb FMK i Dani Riba. El 7 d'abril sortiria la cançó de Ku’ amb el porto-riqueny De La Ghetto i el creador de la Cumbia 420, L-Gante. Passada una setmana, participaria en el remix de la Turreo Sessions #5 de DJ TAO i Kaleb Di Masi junt amb Omi de Oro, Alan Gomez, Javiielo i Dime Ecua. El 28 de juliol sortiria una cançó de Pop-rock anomenada La Tormenta. Passat un mes. Lit Killah tornaria a fer un sampleig d'un clàssic argentí com va ser El bombón de la banda de cúmbia santafesina Los Palmeras. Només que aquests sí que es van sumar a col·laborar amb el raper. Així traient junts el dia 1 de setembre Killer Bombón.
Avui en dia, Lit Killah compta amb més de 1.200 milions de reproduccions a YouTubei compta amb més de 10 milions d’oyents mensuals a Spotify.

### MAWZ
El 19 d'agost del 2021, Lit Killah treu el seu primer àlbum: MAWZ. Segons va explicar l'artista en un directe al seu canal de Twitch; l'àlbum s'anomena així perquè aquest era el seu primer nom artístic fent un petit joc de paraules amb el seu nom i primer cognom (Mauro + Monzón = MAWZ). Però més tard va decidir canviar-lo abans de començar a fer batalles de rap, ja que era un nom de rima fàcil amb ratolí (mouse en anglès). L'àlbum estava compost pel següent tracklist:
- Dejame Tranki (Ft. KHEA)
- California
- En La Oscuridad (Ft. Maria Becerra)
- My Bag
- Mala Mía (Ft. Duki)
- A Tus Pies (Ft. Rusherking)
- No Hables Mal De Mí
- Ese Mensaje (Ft. FMK)
- Se Que No Te Gusta Estar So' (freestyle)
- Dame Una Nite (Ft. Tiago PZK)
- El Inversor
- Hechizame
- Change
- Soy Uno Más

 L’existència d’un àlbum va començar a existir a mitjans del 2019 en una entrevista a través del perfil d’instagram de Red Bull Argentina i va sorgir la pregunta d’un primer àlbum.

### SnipeZ
Fa relativament poc temps Lit Killah va estrenar el seu segon àlbum: SnipeZ. L'àlbum pot escoltar-se de manera oficial des-del dia 27 d'octubre del 2022. Aquest es el llistat de cançons que estaran presents a l'àlbum:
- Man$ion
- Luz Verde
- Bad B*tches (Ft. Rei)
- Bipolar (Ft. Lil Mosley)
- Otra Vez
- Ku' (Ft. L-Gante & De La Ghetto)
- Mientras Tanto
- La noche (Ft. Dalex)
- La Tormenta
- Go' (Ft. Snow Tha Product)
- La Trampa Es Ley
- Killer Bombon
- Neon

 La filtració d’aquest àlbum es va fer en una escena del videoclip de l’artista FMK Buscando un Amor, estrenat al mes de septembre, incloent una conversa de WhatsApp amb Lit Killah. On aquest últim li envia una imatge del logotip de SnipeZ per preguntar-li si era de bon gust. També es mostrava que sortiria al llarg de l’octubre del 2022.

## Streamings a Twitch
El 9 de juny del 2020, l'artista argentí aposta per endinsar-se al món dels streamings a través de la plataforma de Twitch. Lloc on s'ha fet gratament popular i avui en dia compta amb un total de 2,5 milions de seguidors a la plataforma. Els streamings del raper s'han fet bastant populars sobretot per les recopilacions agafant els millors moments d'aquests directes i penjant-les a més xarxes socials (YouTube, TikTok, Instagram, Twitter...) per diferents Fan Acounts. El seu millor temps a la plataforma va ser el maig del 2021, just dos mesos abans de treure el seu primer àlbum.